# Dzieci Ziemi
Dzieci Ziemi – cykl powieściowy autorstwa Jean Marie Auel. Cykl opisuje w sfabularyzowany sposób życia prehistorycznych społeczności na terenie Europy w czasie epoki lodowej, mniej więcej pomiędzy 35 000 a 25 000 lat temu. Opowiada historię dziewczynki, Ayli, będącej przedstawicielką cywilizacji Cro-Magnon i jej kontaktów z Neandertalczykami, środowiskiem i innymi przedstawicielami własnej kultury. Bywa zaliczany do gatunku fantasy lub powieści historycznej. Pierwszy tom serii, tj. Klan Niedźwiedzia Jaskiniowego został ekranizowany w 1986 r. przez Michaela Chapmana.
Na cykl składa się sześć tomów:
- 1980 Klan Niedźwiedzia Jaskiniowego  (The Clan of the Cave Bear)
- 1982 Dolina koni  (The Valley of Horses)
- 1985 Łowcy Mamutów  (The Mammoth Hunters)
- 1990 Wielka wędrówka  (The Plains of Passage)
- 2002 Kamienne sadyby  (The Shelters of Stone)
- 2011 Kraina jaskiń  (The Land of Painted Caves)

## Treść
Klan Niedźwiedzia JaskiniowegoMała kromagnońska dziewczynka, Ayla, zostaje przygarnięta przez uzdrowicielkę Izę, należącą do klanu neandertalczyków, którego wodzem jest Brun, a szamanem Creb. Mimo swojej inności żyje wśród nich i rodzi syna, Durca.
Dolina koniAyla, wygnana z klanu, mieszka samotnie w dolinie. Przygarnia klacz i lwa jaskiniowego. Tymczasem Jondalar wędruje ze swoim bratem wzdłuż Wielkiej Matki Rzeki, (na stronie 108 można przeczytać, że chodzi o Dunaj, choć jego bieg jest trochę inny niż współcześnie). Kiedy Ayla i Jondalar spotykają się, zakochują się w sobie.
Łowcy MamutówAyla i Jondalar zamieszkują z plemieniem Mamutoi. Spotykają się z nietolerancją z powodu dzieciństwa Ayli u neandertalczyków. Ayla oswaja wilka.
Rzeka PowrotuAyla i Jondalar wracają do ojczyzny Jondalara.
Kamienne sadybyCiąg dalszy powrotu.
Kraina jaskińAyla przygotowuje się do roli duchowej przywódczyni ludu Zelandonii.